# Charles Kingsford Smith
Charles Kingsford Smith (Hamilton, 9 febbraio 1897 – Mar delle Andamane, 8 novembre 1935) è stato un aviatore australiano.

## Biografia
Nel 1928, ha fatto il primo volo Trans-Pacifico, dagli Stati Uniti all'Australia. Ha poi compiuto la prima traversata non-stop del continente australiano, e i primi voli tra Australia e Nuova Zelanda. Inoltre ha volato dall'Australia a Londra, stabilendo un nuovo record di 10 giorni.
Ha partecipato alla prima guerra mondiale nella campagna di Gallipoli e sul fronte occidentale per conto della Royal Air Force, Royal Flying Corps e Australian Flying Corps.
È morto l'8 novembre 1935, mentre cercava di battere il record di velocità tra Inghilterra e Australia. Il suo corpo e quello del suo copilota non furono mai ritrovati. Diciotto mesi più tardi, dei resti del velivolo, furono rinvenuti da dei pescatori birmani.

## Onorificenze
È stato decorato con il Knight Bachelor la Military Cross e la Air Force Cross.
Nel 1953 gli è stato dedicato l'Aeroporto di Sydney, oggi hub della Qantas.

## Cultura di massa

### Cinema
- Smithy, regia di Ken G. Hall (1946)